# Joseph and the Amazing Technicolor Dreamcoat

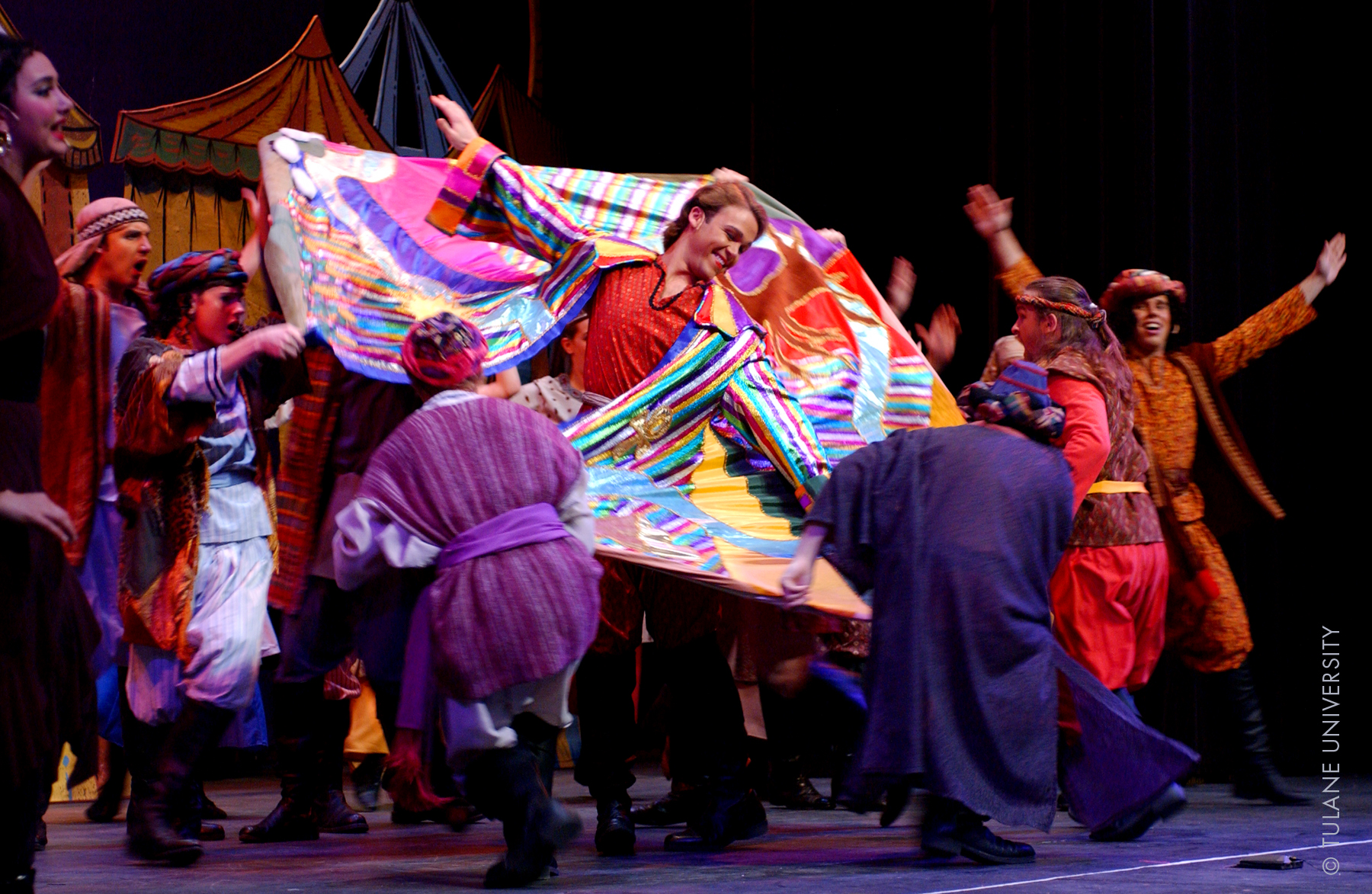

Joseph and the Amazing Technicolor Dreamcoat är Andrew Lloyd Webbers andra musikal, som han skrev tillsammans med Tim Rice. Musikalen är baserad på Bibelns texter i Första Moseboken om Josef, Jakobs son. Den hade premiär 1968 i London.
Den har satts upp på cirka tjugotusen scener runtom i världen, speciellt kring påskhelgen spelas denna pjäs ofta då den har en stark koppling till Bibeln och Gamla testamentet. Enbart i Storbritannien görs årligen omkring 500 olika uppsättningar, även många på lokala amatörteaterföreningar. Musikalen hade premiär på svenska i Växjö 1993. Därefter sattes den upp på Slagthuset i Malmö 1995. En alternativ svensk översättning av Kimmo Eriksson hade urpremiär den 1 maj 2011 i Oscarskyrkan i Stockholm.